# Wat Intharawihan
Vous pouvez aider à l'améliorer ou bien discuter des problèmes sur sa page de discussion.
- Certaines informations devraient être mieux reliées aux sources mentionnées dans la bibliographie ou les liens externes. Améliorez sa vérifiabilité en les associant par des références. (Marqué depuis avril 2018)

Wat Intharawihan ou Wat Intharavihan (thaï : วัดอินทรวิหาร) est un wat (temple) situé dans le district de Phra Nakhon de Bangkok, en Thaïlande.

## Localisation
Le Wat se trouve à la limite nord de la région de Banglamphu de Phra Nakhon, Bangkok. L’accès au temple se fait par bateau le long de la rivière Chao Praya près de Thanin Wisut Kasat. L’accès routier se fait par transport local. La route Samsen en direction du nord mène à ce Wat, qui est caché sous l’autoroute surélevée. Aussi appelé Wat In vers de la fin du royaume d’Ayutthaya.

## L’histoire
Le Wat est un temple royal de classe III, qui a été construit au début du royaume d'Ayutthaya, et s’appelait à l’origine Wat Rai Phrik « Le temple des champs de légumes ». Il était ainsi nommé, car il était entouré de jardins potagers. La terre où le temple est situé a été fournie par Rama I, pour recevoir des prisonniers de guerre. Vajiravudh l'a rénové avec l’aide d'Anouvong du royaume de Vientiane, après quoi il était connu sous le nom de Wat Intharavihan. Chao Inthwong a également amené un prêtre de Vientiane à présider en tant qu’abbé du temple. Le temple a alors reçu un nouveau nom, Chai Inthawong.

## Caractéristiques

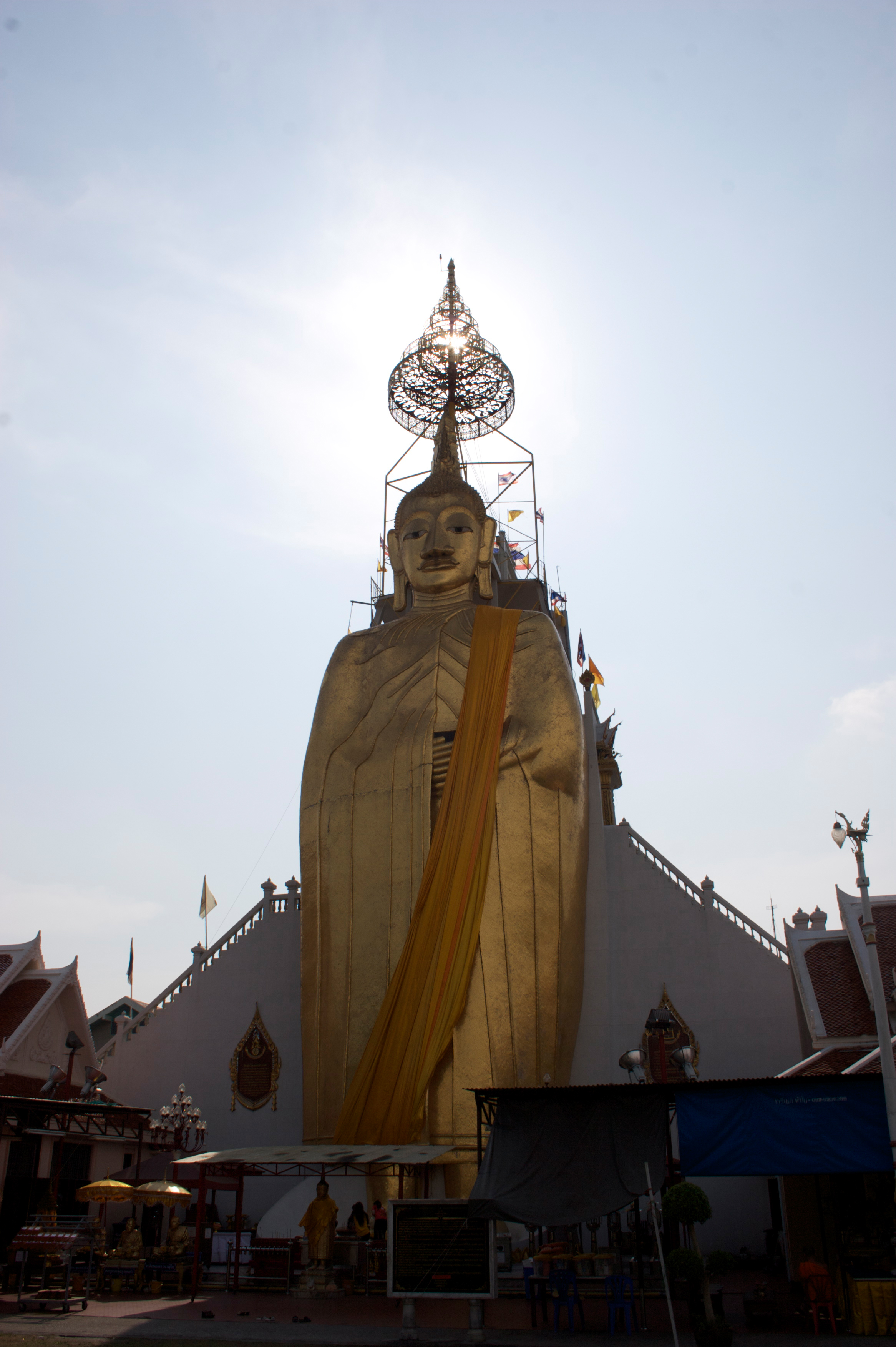
The standing Buddha.

### Statue de bouddha
La principale représentation architecturale du Wat est une statue debout de 32 mètres (105 pieds) de haut et de 10 mètres (33 pieds) appelée Luang Pho To ou « Phra Si Ariyamettrai » (Maitreya). La construction de la statue de Bouddha a commencé en 1867 et il a fallu soixante ans de plus pour la terminer en 1927. L’image est faite de brique et de stuc. Ajon Toh, alors abbé du temple a été l’instigateur de la construction. Il mourut au pied de l’image en 1871 lors de sa construction. Un buste doré de cet abbé est placé à l’entrée du temple. L’image de Bouddha porte un bol et des escaliers (du côté jusqu’à l’arrière) et donne accès aux fidèles afin de coller des feuilles d’or sur la statue. L’image s’appelle Luang Phor To. En 1982, lors du 200e anniversaire de l’établissement de la ville de Bangkok, l’image a été rénovée et équipée de carreaux de mosaïque italienne dorée. La statue décorée de carreaux de mosaïque de verre est dorée avec de l’or 24 carats. Le chignon, appelé ushnisha, de la statue de Bouddha contient une relique de Gautama Bouddha qui a été donnée en cadeau par le gouvernement du Sri Lanka. La consécration de la relique dans l’ushnisha a été faite par le Prince Vajiralongkorn, le nœud a été placé en 1978.

### Temple
Le temple a une salle d’ordination appelée Ubosot (salle de prière) également connue linguistiquement sous le nom de Bod. Son architecture reflète le style suivi durant le royaume d'Ayutthaya. Il a été rénové en 1982. Le marbre italien est utilisé pour décorer la partie inférieure de la salle et les murs sont décorés avec des peintures traditionnelles. Les poteaux de sema marquant les limites de l'Ubosot sont montés sur de petites images de nâga. Les peintures murales sur les murs ont le thème de la vie quotidienne. Il y a aussi un endroit pour fabriquer et vendre des amulettes.
Une image de Phra Puttahachan, qui était un abbé dans le temple est placée dans une chambre nouvellement construite dans le temple. L'image est faite de cire et est placée sur une source d'eau. L'eau recueillie dans diverses régions de la Thaïlande est conservée dans des récipients placés dans les étagères de la chambre. La climatisation est fournie afin de préserver l'image de cire. La salle est faiblement éclairée et les dévots font de la méditation dans cet endroit, car il y a une ambiance particulière.

### Sanctuaire Guanyin
Il y a une autre chapelle dédiée à Guanyin, une forme féminine d’Avalokiteśvara, un bodhisattva du Bouddhisme Mahayana.

### Culte
Les dévots qui visitent le temple offrent du maquereau, un œuf à la coque et une guirlande de fleurs qu’ils placent avec respect au pied de l’image du Bouddha.

## Galerie

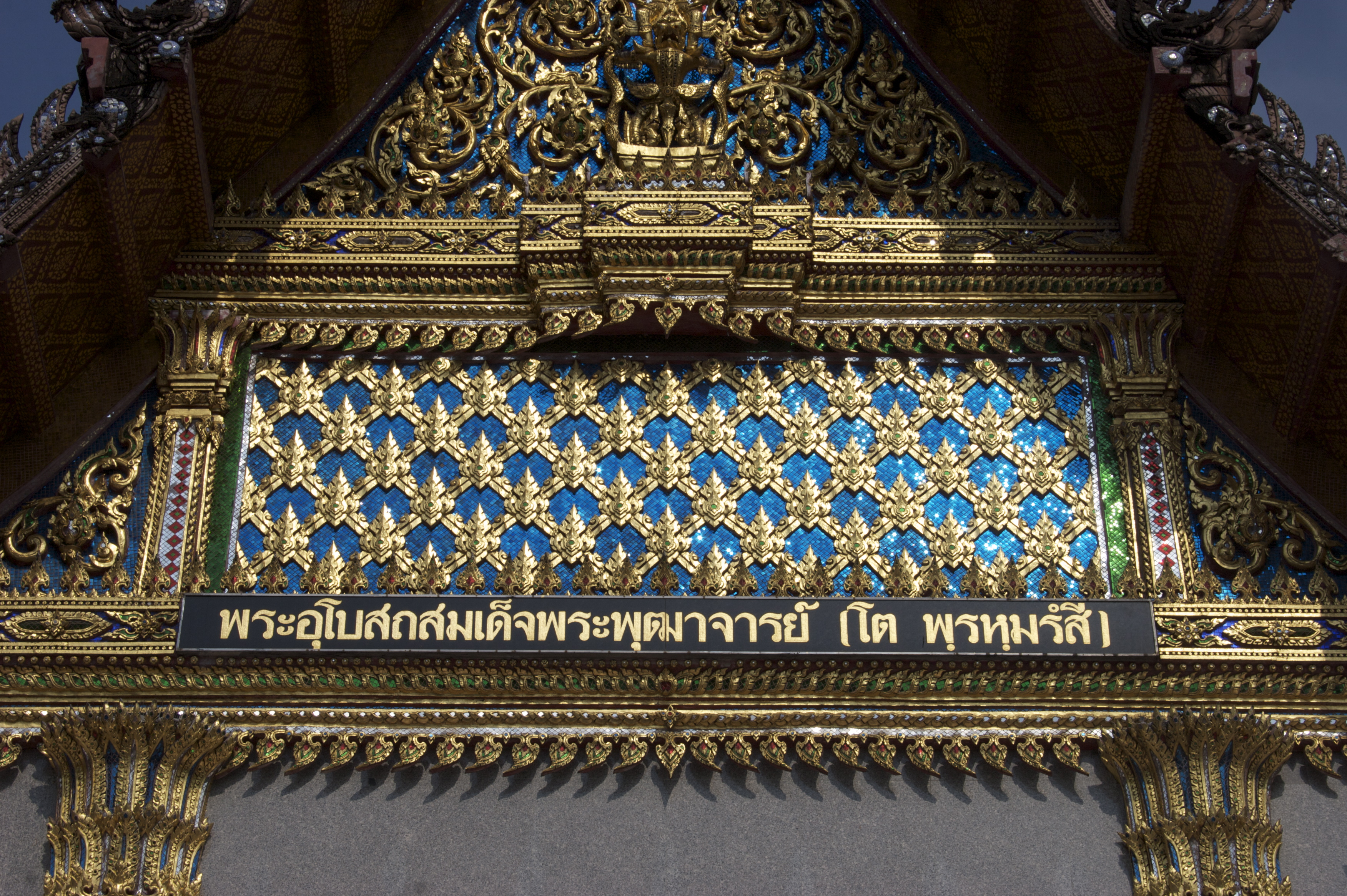
Ornement sur le devant du wat
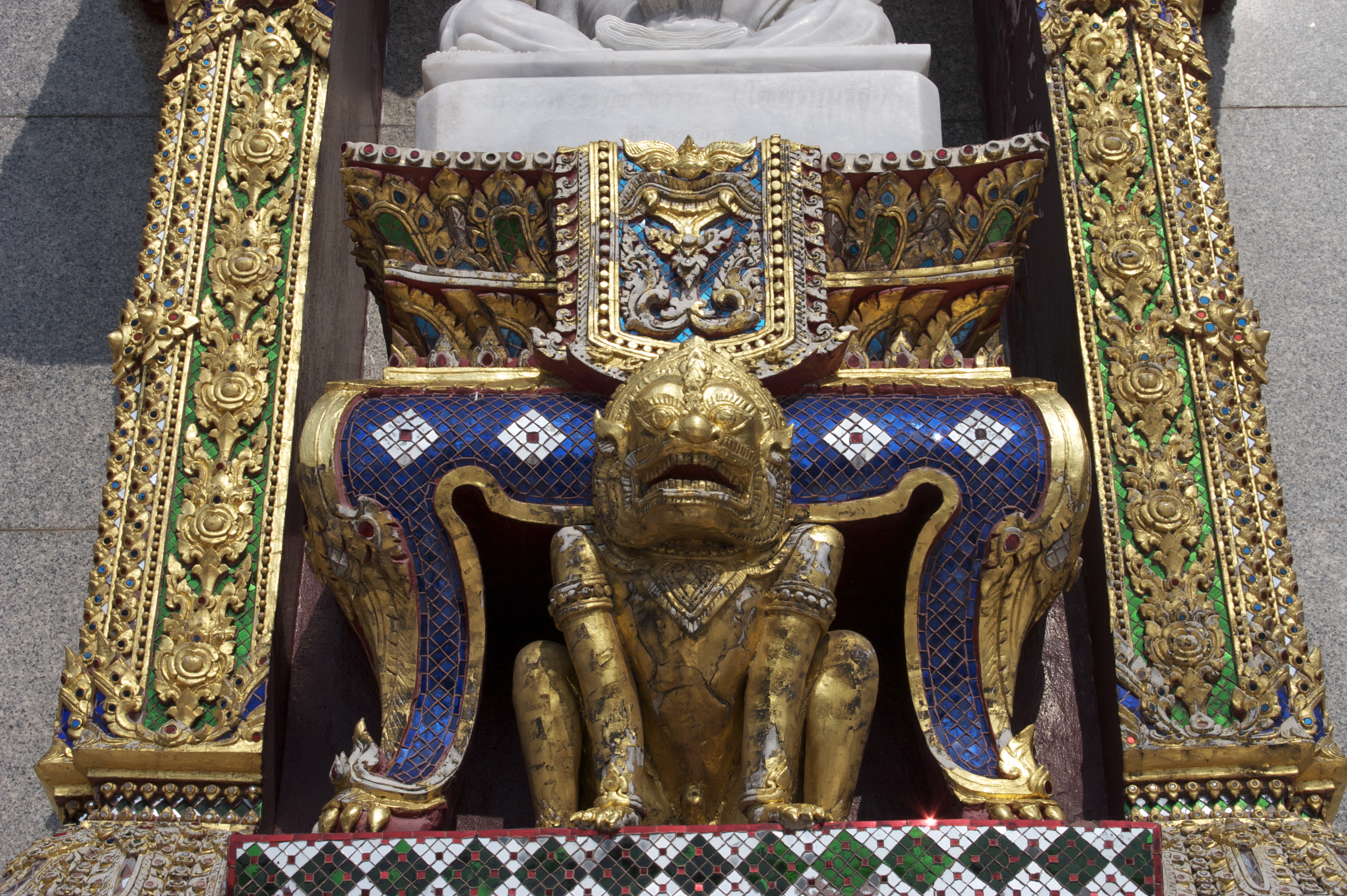
Une statue ornementale
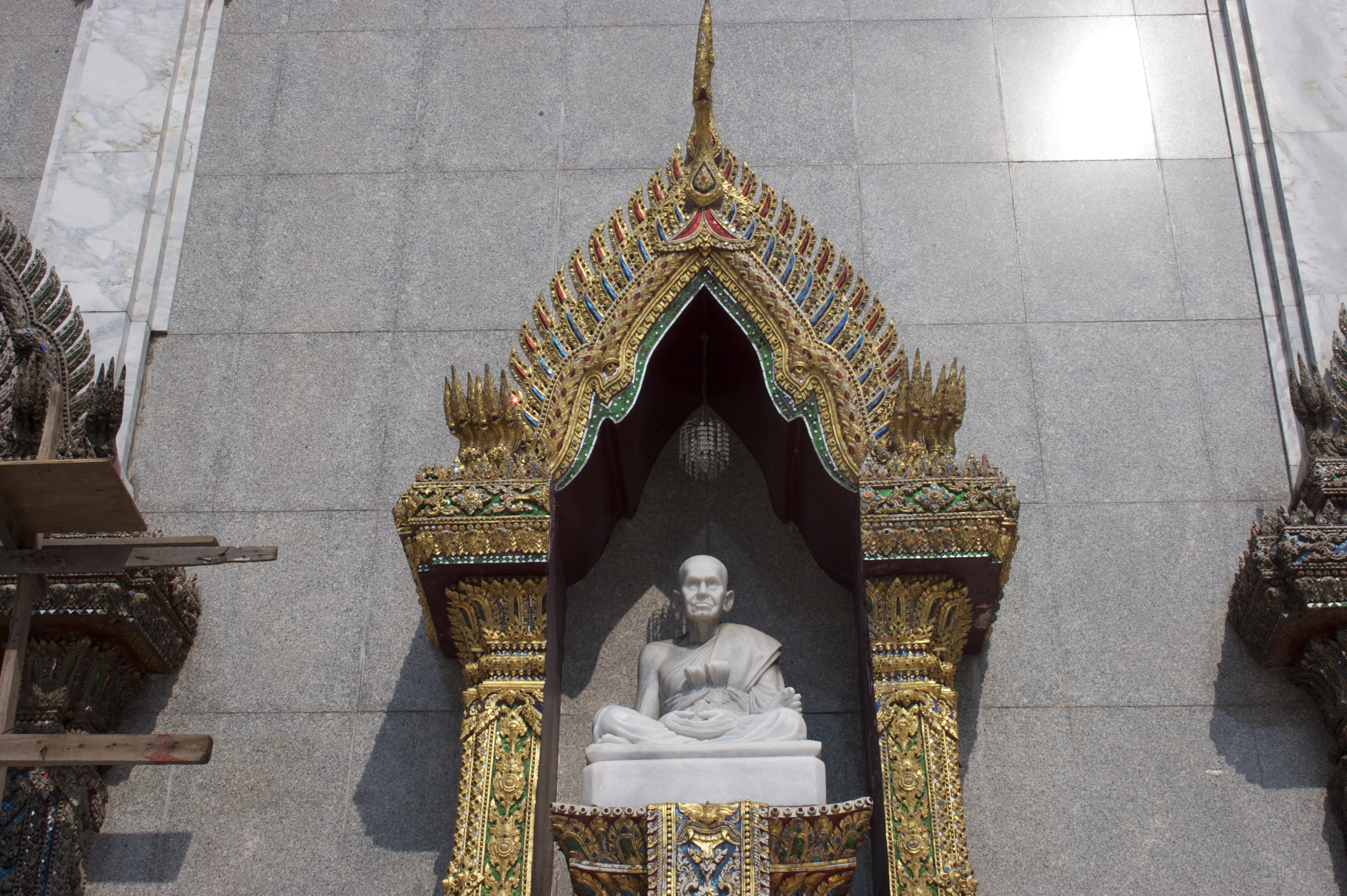
Luang Pho To ou Luang Phaw Toh
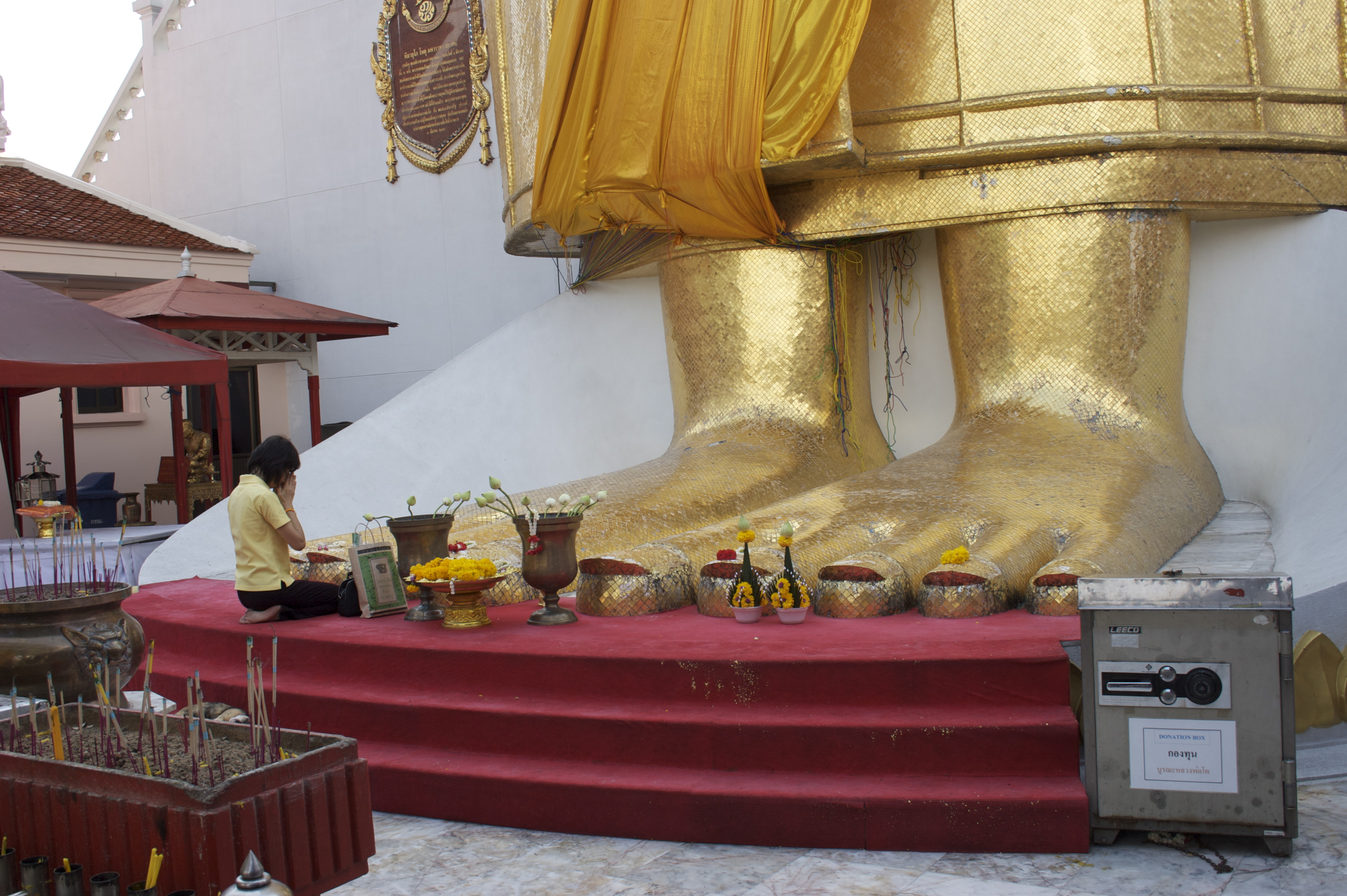
Une femme prie sur les pieds de Bouddha.